# Trois baisers et 1000 de plus
Trois baisers et 1000 de plus (En castellano: Tres besos y 1000 más) es una película franco-española dirigida por Pablo Sereno de la Viña, rodada en francés y en la ciudad de Perpiñán. Año de estreno, 3 de octubre de 2007

## Trama
Héctor Cohen es un realizador independiente originario de Barcelona e instalado desde hace poco en Perpiñán. Va a vivir una historia de amor con Victoria, una historia que va a situarse tanto para él como para ella, entre el obsequio y el pasado, la realidad y lo imaginario.

## Reparto
- Joan Frank Charansonnet
- Judith Gars
- Pascale Calvet
- Stéphane Roussel
- Thérèse Pistis
- Olivier Lagarrigue
- Jérôme Quaretti
- Karine Herre
- Dominique Mace

### Enlaces
- [http://www.allocine.fr/film/fichefilm_gen_cfilm=128055.html
- [http://www.imdb.com/title/tt1343065/

- Datos: Q5575624